# Krapinafest
Krapinafest je godišnji festival kršćanske duhovne glazbe koji se od 1997. održava u crkvi sv. Katarine i franjevačkom samostanu u Krapini. Održava se pod pokroviteljstvom Grada Krapine, Krapinsko-zagorske županije i Hrvatske franjevačke provincije sv. Ćirila i Metoda.

## Povijest
Na prvom su izdanju festivala, među ostalima, nastupili i Luka Balvan, Čedo Antolić i Vlado Dolenec.
Na prvih dvadeset izdanja festivala izvedeno je 356 pjesama, pretežno autorskih.
Na Festivalu su, jednom ili više puta, nastupili i Siniša Česi, Aledory, Antonio Tkalec, Dragutin Hrastović, Ivica Pepelko i ini.